# Pimba (Austrália)
Pimba é uma localidade junto à ferrovia transcontinental no estado australiano da Austrália Meridional. Situa-se na junção da rodovia Stuart Highway, em direção a Alice Springs, no Território do Norte e a rodovia para Woomera, Roxby Downs e Andamooka.
Localiza-se a 480 km da capital estadual, Adelaide. Há ali um posto de serviços muito conhecido, de nome "Spud's Roadhouse", que além de vender combustíveis e itens de conveniência e servir refeições, também possui serviços de hotelaria. Conforme o censo australiano de 2016, Pimba possui 36 habitantes.

## História
Pimba foi originalmente criada como canteiro de construção para a ferrovia transcontinental no início do século XX, continuando depois como parada ferroviária. Foi pesquisada a possibilidade de sua elevação a vila na década de 1960, tendo sido em 2004 elevada à condição de localidade sob a legislação Geographical Names Act 1991, com a criação de limites e a retenção do “nome já conhecido.”
O trem Indian Pacific, que corre entre Sydney e Perth, da ferrovia Great Southern Rail e o trem The Ghan, que corre entre Adelaide, Alice Springs e Darwin, ainda passam pela parada de Pimba, mas ali não param; os dois serviços passam duas vezes por semana nos dois sentidos.
Administrativamente, Pimba situa-se na divisão federal de Grey, no distrito eleitoral estadual de Giles e na área não incorporada da Austrália Meridional. Em 2016, os habitantes de Pimba eram atendidos no nível municipal pela agência sul-australiana, a Outback Communities Authority.